# Rete tranviaria di Pittsburgh
La rete tranviaria di Pittsburgh (in inglese Pittsburgh Light Rail, IPA: [ˈpɪtsbərɡ laɪt reɪl]), conosciuta anche come The T (IPA: [ðə ti]), è la rete tranviaria a servizio della città di Pittsburgh, nello Stato della Pennsylvania. È gestita dalla Port Authority of Allegheny County (PAT).
La rete, lunga 42,2 km e con 53 stazioni totali, è sotterranea e gratuita nel Central Business District mentre si sviluppa in superficie nei sobborghi. Si compone di due linee, la linea rossa e la linea blu.

## La rete
| Linea         | Percorso                                             | Stazioni |
| ------------- | ---------------------------------------------------- | -------- |
| Linea rossa   | Allegheny ↔ Overbrook Junction ↔ South Hills Village | 31       |
| Linea blu     | Allegheny ↔ South Hills Village                      | 24       |
| Linea argento | Allegheny ↔ Library                                  | 31       |